# Élections municipales de 2015 à Tanger-Tétouan-Al Hoceïma
Les élections municipales à Tanger-Tétouan-Al Hoceïma se déroulent le 4 septembre 2015.

## Résultats

### Par ville

#### Tanger
|                          |                                               |         |       |                   |  |  |  |
| Liste                    | Liste                                         | Voix    | %     | Sièges municipaux |  |  |  |
|                          | Parti de la justice et du développement (PJD) | 47 522  | 50,10 | 98                |  |  |  |
|                          | Parti authenticité et modernité (PAM)         | 14 911  | 15,72 | 25                |  |  |  |
|                          | Union constitutionnelle (UC)                  | 9 343   | 9,85  | 16                |  |  |  |
|                          | Rassemblement national des indépendants (RNI) | 9 118   | 9,61  | 16                |  |  |  |
|                          | Sans appartenance politique (SAP)             | 5 749   | 6,06  | 10                |  |  |  |
|                          | Parti de l'Istiqlal (PI)                      | 4 268   | 4,50  | 4                 |  |  |  |
|                          |                                               |         |       |                   |  |  |  |
| Total                    | Total                                         | 94 861  | 100   |                   |  |  |  |
| Abstentions              | Abstentions                                   | 156 905 | 62,32 |                   |  |  |  |
| Inscrits / Participation | Inscrits / Participation                      | 251 766 | 37,68 |                   |  |  |  |

Maire élu : Mohamed Bachir Abdellaoui (PJD)